# فران أبرامز
فران أبرامز (بالإنجليزية: Fran Abrams)‏ هي مقدمة برامج إذاعية بريطانية، ولدت في 1963 في تشيشير في المملكة المتحدة.